# Argentina en la Copa Mundial Femenina de Fútbol de 2007
La selección de Argentina fue uno de los 16 equipos participantes en la Copa Mundial Femenina de Fútbol de 2007. El torneo se llevó a cabo del 10 al 30 de septiembre en China.
Fue la segunda participación de Argentina, que formó parte del Grupo A, junto a Alemania, Inglaterra y Japón.

## Clasificación

### Tabla de posiciones

#### Primera fase
| Selección | Pts | PJ | PG | PE | PP | GF | GC | Dif |
| --------- | --- | -- | -- | -- | -- | -- | -- | --- |
| Argentina | 12  | 4  | 4  | 0  | 0  | 17 | 1  | 16  |
| Uruguay   | 6   | 4  | 2  | 0  | 2  | 4  | 4  | 0   |
| Ecuador   | 4   | 4  | 1  | 1  | 2  | 4  | 5  | −1  |
| Colombia  | 4   | 4  | 1  | 1  | 2  | 4  | 11 | −7  |
| Chile     | 3   | 4  | 1  | 0  | 3  | 5  | 13 | −8  |

|  | Clasificados a la segunda fase. |

#### Segunda fase
| Selección | Pts | PJ | PG | PE | PP | GF | GC | Dif |
| --------- | --- | -- | -- | -- | -- | -- | -- | --- |
| Argentina | 7   | 3  | 2  | 1  | 0  | 4  | 0  | 4   |
| Brasil    | 6   | 3  | 2  | 0  | 1  | 12 | 2  | 10  |
| Uruguay   | 3   | 3  | 1  | 0  | 2  | 3  | 10 | −7  |
| Paraguay  | 1   | 3  | 0  | 1  | 2  | 2  | 9  | −7  |

|  | Clasificado para la Copa Mundial de Fútbol de 2007 y los Juegos Olímpicos de Pekín 2008.                   |
|  | Clasificado para la Copa Mundial de Fútbol de 2007 y el repechaje para los Juegos Olímpicos de Pekín 2008. |

### Partidos
| Fecha                   | Lugar         | Instancia    |           |                      | Resultado |                      |           |
| ----------------------- | ------------- | ------------ | --------- | -------------------- | --------- | -------------------- | --------- |
| 10 de noviembre de 2006 | Mar del Plata | Primera fase | Argentina | Bandera de Argentina | 2:1 (1:1) | Bandera de Uruguay   | Uruguay   |
| 12 de noviembre de 2006 | Mar del Plata | Primera fase | Chile     | Bandera de Chile     | 0:8 (0:5) | Bandera de Argentina | Argentina |
| 14 de noviembre de 2006 | Mar del Plata | Primera fase | Ecuador   | Bandera de Ecuador   | 0:1 (0:0) | Bandera de Argentina | Argentina |
| 18 de noviembre de 2006 | Mar del Plata | Primera fase | Argentina | Bandera de Argentina | 6:0 (2:0) | Bandera de Colombia  | Colombia  |
| 22 de noviembre de 2006 | Mar del Plata | Fase final   | Argentina | Bandera de Argentina | 0:0       | Bandera de Paraguay  | Paraguay  |
| 24 de noviembre de 2006 | Mar del Plata | Fase final   | Argentina | Bandera de Argentina | 2:0 (0:0) | Bandera de Uruguay   | Uruguay   |
| 26 de noviembre de 2006 | Mar del Plata | Fase final   | Argentina | Bandera de Argentina | 2:0 (0:0) | Bandera de Brasil    | Brasil    |

## Preparación

### Partidos previos
| Fecha              | Lugar  | Competición |           |                      | Resultado |                                       |       |
| ------------------ | ------ | ----------- | --------- | -------------------- | --------- | ------------------------------------- | ----- |
| 5 de junio de 2007 | Ezeiza | Amistoso    | Argentina | Bandera de Argentina | 0:1 (0:0) | Bandera de la República Popular China | China |
| 8 de junio de 2007 | Ezeiza | Amistoso    | Argentina | Bandera de Argentina | 1:0 (1:0) | Bandera de la República Popular China | China |

#### Argentina vs. China
| 5 de junio de 2007 | Argentina | 0:1 (0:0) | China      | Predio de AFA, Ezeiza                                |                                                      |
| 15:30 (UTC-3)      |           | Reporte   | Caixia 70' | Asistencia: Sin espectadores Árbitro(s): Desconocido | Asistencia: Sin espectadores Árbitro(s): Desconocido |

| Uniformes | Uniformes |
| --------- | --------- |
|           |           |

| 8 de junio de 2007 | Argentina | 1:0 (1:0) | China | Predio de AFA, Ezeiza                                |                                                      |
| 15:30 (UTC-3)      | Gómez 30' | Reporte   |       | Asistencia: Sin espectadores Árbitro(s): Desconocido | Asistencia: Sin espectadores Árbitro(s): Desconocido |

| Uniformes | Uniformes |
| --------- | --------- |
|           |           |

## Uniforme

### Oficial

#### Manga corta
| Opción 1 | Opción 2 | Opción 3 | Opción 4 |

#### Manga larga
| Opción 1 | Opción 2 | Opción 3 | Opción 4 |

### Alternativo

#### Manga corta
| Opción 1 | Opción 2 | Opción 3 | Opción 4 |

#### Manga larga
| Opción 1 | Opción 2 | Opción 3 | Opción 4 |

## Plantel

### Lista final
Datos correspondientes al día de inicio del torneo
| N.º |                                         | Nombre             | Posición       | Edad    | PJ | G | Equipo                 |
| --- | --------------------------------------- | ------------------ | -------------- | ------- | -- | - | ---------------------- |
| 1   | Bandera de la Provincia de Buenos Aires | Romina Ferro       | Guardameta     | 27 años | 10 | 0 | Boca Juniors           |
| 12  | Bandera de la Provincia de Santa Fe     | Vanina Correa      | Guardameta     | 24 años | 9  | 0 | Renato Cesarini        |
| 21  | Bandera de la Provincia de Buenos Aires | Elisabeth Minnig   | Guardameta     | 20 años | 12 | 0 | Agente libre           |
| 2   | Bandera de la Ciudad de Buenos Aires    | Eva González       | Defensa        | 20 años | 18 | 3 | Boca Juniors           |
| 3   | Bandera de la Provincia del Río Negro   | Valeria Cotelo     | Defensa        | 23 años | 7  | 0 | Boca Juniors           |
| 4   | Bandera de la Ciudad de Buenos Aires    | Gabriela Chávez    | Defensa        | 18 años | 11 | 0 | Independiente          |
| 5   | Bandera de la Ciudad de Buenos Aires    | Carmen Brusca      | Defensa        | 21 años | 17 | 0 | Boca Juniors           |
| 6   | Bandera de la Ciudad de Buenos Aires    | Celeste Barbitta   | Defensa        | 28 años | 1  | 0 | Boca Juniors           |
| 8   | Bandera de la Provincia de Buenos Aires | Clarisa Huber      | Defensa        | 22 años | 10 | 0 | Boca Juniors           |
| 14  | Bandera de ?                            | Catalina Pérez     | Defensa        | 18 años | 16 | 0 | River Plate            |
| 11  | Bandera de la Provincia de Santa Fe     | Rosana Gómez       | Centrocampista | 27 años | 16 | 0 | Boca Juniors           |
| 13  | Bandera de la Provincia de Córdoba      | Florencia Quiñones | Centrocampista | 21 años | 13 | 0 | San Lorenzo de Almagro |
| 15  | Bandera de la Provincia de Córdoba      | Florencia Mandrile | Centrocampista | 19 años | 18 | 0 | San Lorenzo de Almagro |
| 17  | Bandera de la Provincia de Buenos Aires | Fabiana Vallejos   | Centrocampista | 22 años | 10 | 0 | Boca Juniors           |
| 7   | Bandera de la Provincia de Buenos Aires | Ludmila Manicler   | Delantero      | 20 años | 14 | 3 | Independiente          |
| 9   | Bandera de ?                            | Natalia Gatti      | Delantero      | 24 años | 17 | 0 | Boca Juniors           |
| 10  | Bandera de la Provincia de Córdoba      | Emilia Mendieta    | Delantero      | 19 años | 11 | 2 | Agente libre           |
| 16  | Bandera de la Provincia de Buenos Aires | Andrea Ojeda       | Delantero      | 22 años | 8  | 0 | Boca Juniors           |
| 18  | Bandera de la Provincia de Santa Fe     | Belén Potassa      | Delantero      | 18 años | 16 | 8 | Agente libre           |
| 19  | Bandera de la Provincia de Córdoba      | Analía Almeida     | Delantero      | 22 años | 8  | 0 | San Lorenzo de Almagro |
| 20  | Bandera de la Provincia de Buenos Aires | Mercedes Pereyra   | Delantero      | 20 años | 12 | 3 | River Plate            |
|     | Bandera de la Provincia de Buenos Aires | Carlos Borrello    | Entrenador     | 51 años |    |   |                        |

## Participación
- Los horarios son correspondientes a la hora local de China (UTC+8).

### Partidos
| Fecha            | Lugar    | Instancia      |            |                       | Resultado  |                      |           |
| ---------------- | -------- | -------------- | ---------- | --------------------- | ---------- | -------------------- | --------- |
| 10 de septiembre | Shanghái | Fase de grupos | Alemania   | Bandera de Alemania   | 11:0 (5:0) | Bandera de Argentina | Argentina |
| 14 de septiembre | Shanghái | Fase de grupos | Argentina  | Bandera de Argentina  | 0:1 (0:0)  | Bandera de Japón     | Japón     |
| 17 de septiembre | Chengdu  | Fase de grupos | Inglaterra | Bandera de Inglaterra | 6:1 (2:0)  | Bandera de Argentina | Argentina |

### Fase de grupos - Grupo A
| Selección  | Pts | PJ | PG | PE | PP | GF | GC | Dif |
| ---------- | --- | -- | -- | -- | -- | -- | -- | --- |
| Alemania   | 7   | 3  | 3  | 0  | 0  | 13 | 0  | 13  |
| Inglaterra | 5   | 3  | 1  | 2  | 0  | 8  | 3  | 5   |
| Japón      | 4   | 3  | 1  | 1  | 1  | 3  | 4  | −1  |
| Argentina  | 0   | 3  | 0  | 0  | 3  | 1  | 18 | −17 |

|  | Clasificados a los cuartos de final. |

#### Alemania vs. Argentina
| 10 de septiembre, 20:00 | Alemania                                                                                               | 11:0 (5:0) | Argentina | Estadio Hongkou, Shanghái                             |                                                       |
|                         | Garefrekes 17' · Behringer 12', 24' · Prinz 29', 45+1', 59' · Lingor 51', 90+1' · Smisek 57', 70', 79' | Reporte    |           | Asistencia: 28 098 espectadores Árbitra: Tammy Ogston | Asistencia: 28 098 espectadores Árbitra: Tammy Ogston |

| 1           | Guardameta     | Nadine Angerer     |     |
| 2           | Defensa        | Kerstin Stegemann  |     |
| 13          | Defensa        | Sandra Minnert     |     |
| 17          | Defensa        | Ariane Hingst      |     |
| 6           | Centrocampista | Linda Bresonik     |     |
| 7           | Centrocampista | Melanie Behringer  | 68' |
| 10          | Centrocampista | Renate Lingor      |     |
| 14          | Centrocampista | Simone Laudehr     | 74' |
| 18          | Centrocampista | Kerstin Garefrekes | 84' |
| 8           | Delantero      | Sandra Smisek      |     |
| 9           | Delantero      | Birgit Prinz       |     |
| Entrenadora | Entrenadora    | Silvia Neid        |     |

| 12         | Guardameta     | Vanina Correa      |     |
| 2          | Defensa        | Eva González       |     |
| 3          | Defensa        | Valeria Cotelo     |     |
| 4          | Defensa        | Gabriela Chávez    |     |
| 6          | Defensa        | Celeste Barbitta   |     |
| 8          | Defensa        | Clarisa Huber      | 74' |
| 11         | Centrocampista | Rosana Gómez       | 66' |
| 13         | Centrocampista | Florencia Quiñones |     |
| 17         | Centrocampista | Fabiana Vallejos   |     |
| 18         | Delantero      | Belén Potassa      |     |
| 19         | Delantero      | Analía Almeida     | 53' |
| Entrenador | Entrenador     | Carlos Borrello    |     |

| 20 | Delantero | Petra Wimbersky  | 68' |
| 3  | Defensa   | Saskia Bartusiak | 74' |
| 11 | Delantero | Anja Mittag      | 84' |

| 7  | Delantero      | Ludmila Manicler   | 53' |
| 20 | Delantero      | Mercedes Pereyra   | 66' |
| 15 | Centrocampista | Florencia Mandrile | 74' |

| Anotado | 12'   | Melanie Behringer  | 1:0  |
| Anotado | 17'   | Kerstin Garefrekes | 2:0  |
| Anotado | 24'   | Melanie Behringer  | 3:0  |
| Anotado | 29'   | Birgit Prinz       | 4:0  |
| Anotado | 45+1' | Birgit Prinz       | 5:0  |
| Anotado | 51'   | Renate Lingor      | 6:0  |
| Anotado | 57'   | Sandra Smisek      | 7:0  |
| Anotado | 59'   | Birgit Prinz       | 8:0  |
| Anotado | 70'   | Sandra Smisek      | 9:0  |
| Anotado | 79'   | Sandra Smisek      | 10:0 |
| Anotado | 90+1' | Renate Lingor      | 11:0 |

| Amonestado | 60' | Simone Laudehr   |
| Amonestado | 86' | Saskia Bartusiak |

| Amonestado | 16'   | Rosana Gómez       |
| Amonestado | 20'   | Gabriela Chávez    |
| Amonestado | 56'   | Eva González       |
| Amonestado | 90+2' | Florencia Quiñones |

| Árbitra             | Tammy Ogston      |
| Árbitras asistentes | Airlie Keen       |
| Árbitras asistentes | Sarah Ho          |
| Cuarta árbitra      | Pannipar Kamnueng |

| 1           | Guardameta     | Nadine Angerer     |     |
| 2           | Defensa        | Kerstin Stegemann  |     |
| 13          | Defensa        | Sandra Minnert     |     |
| 17          | Defensa        | Ariane Hingst      |     |
| 6           | Centrocampista | Linda Bresonik     |     |
| 7           | Centrocampista | Melanie Behringer  | 68' |
| 10          | Centrocampista | Renate Lingor      |     |
| 14          | Centrocampista | Simone Laudehr     | 74' |
| 18          | Centrocampista | Kerstin Garefrekes | 84' |
| 8           | Delantero      | Sandra Smisek      |     |
| 9           | Delantero      | Birgit Prinz       |     |
| Entrenadora | Entrenadora    | Silvia Neid        |     |

| 12         | Guardameta     | Vanina Correa      |     |
| 2          | Defensa        | Eva González       |     |
| 3          | Defensa        | Valeria Cotelo     |     |
| 4          | Defensa        | Gabriela Chávez    |     |
| 6          | Defensa        | Celeste Barbitta   |     |
| 8          | Defensa        | Clarisa Huber      | 74' |
| 11         | Centrocampista | Rosana Gómez       | 66' |
| 13         | Centrocampista | Florencia Quiñones |     |
| 17         | Centrocampista | Fabiana Vallejos   |     |
| 18         | Delantero      | Belén Potassa      |     |
| 19         | Delantero      | Analía Almeida     | 53' |
| Entrenador | Entrenador     | Carlos Borrello    |     |

| 20 | Delantero | Petra Wimbersky  | 68' |
| 3  | Defensa   | Saskia Bartusiak | 74' |
| 11 | Delantero | Anja Mittag      | 84' |

| 7  | Delantero      | Ludmila Manicler   | 53' |
| 20 | Delantero      | Mercedes Pereyra   | 66' |
| 15 | Centrocampista | Florencia Mandrile | 74' |

| Anotado | 12'   | Melanie Behringer  | 1:0  |
| Anotado | 17'   | Kerstin Garefrekes | 2:0  |
| Anotado | 24'   | Melanie Behringer  | 3:0  |
| Anotado | 29'   | Birgit Prinz       | 4:0  |
| Anotado | 45+1' | Birgit Prinz       | 5:0  |
| Anotado | 51'   | Renate Lingor      | 6:0  |
| Anotado | 57'   | Sandra Smisek      | 7:0  |
| Anotado | 59'   | Birgit Prinz       | 8:0  |
| Anotado | 70'   | Sandra Smisek      | 9:0  |
| Anotado | 79'   | Sandra Smisek      | 10:0 |
| Anotado | 90+1' | Renate Lingor      | 11:0 |

| Amonestado | 60' | Simone Laudehr   |
| Amonestado | 86' | Saskia Bartusiak |

| Amonestado | 16'   | Rosana Gómez       |
| Amonestado | 20'   | Gabriela Chávez    |
| Amonestado | 56'   | Eva González       |
| Amonestado | 90+2' | Florencia Quiñones |

| Árbitra             | Tammy Ogston      |
| Árbitras asistentes | Airlie Keen       |
| Árbitras asistentes | Sarah Ho          |
| Cuarta árbitra      | Pannipar Kamnueng |

| Estadísticas      | Bandera de Alemania | Bandera de Argentina |
| Tiros             | 28                  | 11                   |
| Tiros a puerta    | 23                  | 7                    |
| Faltas            | 10                  | 13                   |
| Saques de esquina | 8                   | 4                    |
| Penaltis          | 0                   | 0                    |
| Fueras de juego   | 6                   | 1                    |
| Posesión de balón | 57%                 | 43%                  |

#### Argentina vs. Japón
| 14 de septiembre, 17:00 | Argentina | 0:1 (0:0) | Japón          | Estadio Hongkou, Shanghái                               |                                                         |
|                         |           | Reporte   | Nagasato 90+1' | Asistencia: 27 730 espectadores Árbitra: Dagmar Damková | Asistencia: 27 730 espectadores Árbitra: Dagmar Damková |

| 1          | Guardameta     | Romina Ferro       |     |
| 2          | Defensa        | Eva González       |     |
| 4          | Defensa        | Gabriela Chávez    |     |
| 8          | Defensa        | Clarisa Huber      | 53' |
| 14         | Defensa        | Catalina Pérez     |     |
| 13         | Centrocampista | Florencia Quiñones | 61' |
| 15         | Centrocampista | Florencia Mandrile |     |
| 17         | Centrocampista | Fabiana Vallejos   |     |
| 18         | Delantero      | Belén Potassa      | 77' |
| 19         | Delantero      | Analía Almeida     |     |
| 20         | Delantero      | Mercedes Pereyra   |     |
| Entrenador | Entrenador     | Carlos Borrello    |     |

| 1           | Guardameta     | Miho Fukumoto    |     |
| 2           | Defensa        | Hiromi Ikeda     |     |
| 4           | Defensa        | Kyoko Yano       | 50' |
| 13          | Defensa        | Kozue Andō       | 79' |
| 15          | Defensa        | Azusa Iwashimizu |     |
| 7           | Centrocampista | Tomomi Miyamoto  |     |
| 8           | Centrocampista | Tomoe Kato       |     |
| 10          | Centrocampista | Homare Sawa      |     |
| 16          | Centrocampista | Aya Miyama       |     |
| 17          | Delantero      | Yūki Nagasato    |     |
| 18          | Delantero      | Shinobu Ōno      | 57' |
| Entrenadora | Entrenadora    | Hiroshi Ohashi   |     |

| 16 | Delantero | Andrea Ojeda     | 53' |
| 10 | Delantero | Emilia Mendieta  | 61' |
| 7  | Delantero | Ludmila Manicler | 77' |

| 20 | Centrocampista | Rumi Utsugi   | 50' |
| 9  | Delantero      | Eriko Arakawa | 57' |
| 3  | Defensa        | Yukari Kinga  | 79' |

| Anotado | 90+1' | Yūki Nagasato | 0:1 |

| Amonestado | 57' | Hiromi Ikeda |

| Árbitra             | Dagmar Damková |
| Árbitras asistentes | Tempa Ndah     |
| Árbitras asistentes | Souad Oulhaj   |
| Cuarta árbitra      | Kari Seitz     |

| 1          | Guardameta     | Romina Ferro       |     |
| 2          | Defensa        | Eva González       |     |
| 4          | Defensa        | Gabriela Chávez    |     |
| 8          | Defensa        | Clarisa Huber      | 53' |
| 14         | Defensa        | Catalina Pérez     |     |
| 13         | Centrocampista | Florencia Quiñones | 61' |
| 15         | Centrocampista | Florencia Mandrile |     |
| 17         | Centrocampista | Fabiana Vallejos   |     |
| 18         | Delantero      | Belén Potassa      | 77' |
| 19         | Delantero      | Analía Almeida     |     |
| 20         | Delantero      | Mercedes Pereyra   |     |
| Entrenador | Entrenador     | Carlos Borrello    |     |

| 1           | Guardameta     | Miho Fukumoto    |     |
| 2           | Defensa        | Hiromi Ikeda     |     |
| 4           | Defensa        | Kyoko Yano       | 50' |
| 13          | Defensa        | Kozue Andō       | 79' |
| 15          | Defensa        | Azusa Iwashimizu |     |
| 7           | Centrocampista | Tomomi Miyamoto  |     |
| 8           | Centrocampista | Tomoe Kato       |     |
| 10          | Centrocampista | Homare Sawa      |     |
| 16          | Centrocampista | Aya Miyama       |     |
| 17          | Delantero      | Yūki Nagasato    |     |
| 18          | Delantero      | Shinobu Ōno      | 57' |
| Entrenadora | Entrenadora    | Hiroshi Ohashi   |     |

| 16 | Delantero | Andrea Ojeda     | 53' |
| 10 | Delantero | Emilia Mendieta  | 61' |
| 7  | Delantero | Ludmila Manicler | 77' |

| 20 | Centrocampista | Rumi Utsugi   | 50' |
| 9  | Delantero      | Eriko Arakawa | 57' |
| 3  | Defensa        | Yukari Kinga  | 79' |

| Anotado | 90+1' | Yūki Nagasato | 0:1 |

| Amonestado | 57' | Hiromi Ikeda |

| Árbitra             | Dagmar Damková |
| Árbitras asistentes | Tempa Ndah     |
| Árbitras asistentes | Souad Oulhaj   |
| Cuarta árbitra      | Kari Seitz     |

| Estadísticas      | Bandera de Argentina | Bandera de Japón |
| Tiros             | 7                    | 16               |
| Tiros a puerta    | 1                    | 11               |
| Faltas            | 10                   | 13               |
| Saques de esquina | 1                    | 8                |
| Penaltis          | 0                    | 0                |
| Fueras de juego   | 4                    | 0                |
| Posesión de balón | 34%                  | 66%              |

#### Inglaterra vs. Argentina
| 17 de septiembre, 20:00 | Inglaterra                                                                                     | 6:1 (2:0) | Argentina    | Centro Deportivo, Chengdu                                      |                                                                |
|                         | González 9' (a.g.) · J. Scott 10' · Williams 50' (pen.) · K. Smith 64', 77' · Exley 90' (pen.) | Reporte   | González 60' | Asistencia: 30 730 espectadores Árbitra: Dianne Ferreira-James | Asistencia: 30 730 espectadores Árbitra: Dianne Ferreira-James |

| 1           | Guardameta     | Rachel Brown  |     |
| 2           | Defensa        | Alex Scott    | 68' |
| 3           | Defensa        | Casey Stoney  |     |
| 5           | Defensa        | Faye White    |     |
| 6           | Defensa        | Mary Phillip  |     |
| 12          | Defensa        | Anita Asante  |     |
| 8           | Centrocampista | Fara Williams |     |
| 10          | Centrocampista | Kelly Smith   | 80' |
| 16          | Centrocampista | Jill Scott    |     |
| 9           | Delantero      | Eniola Aluko  | 80' |
| 11          | Delantero      | Rachel Yankey |     |
| Entrenadora | Entrenadora    | Hope Powell   |     |

| 1          | Guardameta     | Romina Ferro       |     |
| 2          | Defensa        | Eva González       |     |
| 4          | Defensa        | Gabriela Chávez    |     |
| 8          | Defensa        | Clarisa Huber      | 52' |
| 14         | Defensa        | Catalina Pérez     |     |
| 13         | Centrocampista | Florencia Quiñones | 76' |
| 15         | Centrocampista | Florencia Mandrile |     |
| 17         | Centrocampista | Fabiana Vallejos   |     |
| 18         | Delantero      | Belén Potassa      |     |
| 19         | Delantero      | Analía Almeida     | 62' |
| 20         | Delantero      | Mercedes Pereyra   |     |
| Entrenador | Entrenador     | Carlos Borrello    |     |

| 11 | Centrocampista | Sue Smith    | 68' |
| 17 | Delantero      | Jody Handley | 80' |
| 19 | Centrocampista | Vicky Exley  | 80' |

| 3  | Defensa   | Valeria Cotelo  | 52' |
| 9  | Delantero | Natalia Gatti   | 62' |
| 10 | Delantero | Emilia Mendieta | 76' |

| Anotado · Autogol | 9'  | Eva González  | 1:0 |
| Anotado           | 10' | Jill Scott    | 2:0 |
| Anotado · Penal   | 50' | Fara Williams | 3:0 |
| Anotado           | 64' | Kelly Smith   | 4:1 |
| Anotado           | 77' | Kelly Smith   | 5:1 |
| Anotado · Penal   | 90' | Vicky Exley   | 6:1 |

| Anotado | 60' | Eva González | 3:1 |

| Amonestado | 4'  | Alex Scott    |
| Amonestado | 61' | Fara Williams |

| Amonestado           | 41' | Catalina Pérez |
| Amonestado           | 42' | Eva González   |
| Otorgado · Expulsado | 49' | Catalina Pérez |

| Árbitra             | Dianne Ferreira-James |
| Árbitras asistentes | Cindy Mohammed        |
| Árbitras asistentes | Cynette Jeffery       |
| Cuarta árbitra      | Niu Huijun            |

| 1           | Guardameta     | Rachel Brown  |     |
| 2           | Defensa        | Alex Scott    | 68' |
| 3           | Defensa        | Casey Stoney  |     |
| 5           | Defensa        | Faye White    |     |
| 6           | Defensa        | Mary Phillip  |     |
| 12          | Defensa        | Anita Asante  |     |
| 8           | Centrocampista | Fara Williams |     |
| 10          | Centrocampista | Kelly Smith   | 80' |
| 16          | Centrocampista | Jill Scott    |     |
| 9           | Delantero      | Eniola Aluko  | 80' |
| 11          | Delantero      | Rachel Yankey |     |
| Entrenadora | Entrenadora    | Hope Powell   |     |

| 1          | Guardameta     | Romina Ferro       |     |
| 2          | Defensa        | Eva González       |     |
| 4          | Defensa        | Gabriela Chávez    |     |
| 8          | Defensa        | Clarisa Huber      | 52' |
| 14         | Defensa        | Catalina Pérez     |     |
| 13         | Centrocampista | Florencia Quiñones | 76' |
| 15         | Centrocampista | Florencia Mandrile |     |
| 17         | Centrocampista | Fabiana Vallejos   |     |
| 18         | Delantero      | Belén Potassa      |     |
| 19         | Delantero      | Analía Almeida     | 62' |
| 20         | Delantero      | Mercedes Pereyra   |     |
| Entrenador | Entrenador     | Carlos Borrello    |     |

| 11 | Centrocampista | Sue Smith    | 68' |
| 17 | Delantero      | Jody Handley | 80' |
| 19 | Centrocampista | Vicky Exley  | 80' |

| 3  | Defensa   | Valeria Cotelo  | 52' |
| 9  | Delantero | Natalia Gatti   | 62' |
| 10 | Delantero | Emilia Mendieta | 76' |

| Anotado · Autogol | 9'  | Eva González  | 1:0 |
| Anotado           | 10' | Jill Scott    | 2:0 |
| Anotado · Penal   | 50' | Fara Williams | 3:0 |
| Anotado           | 64' | Kelly Smith   | 4:1 |
| Anotado           | 77' | Kelly Smith   | 5:1 |
| Anotado · Penal   | 90' | Vicky Exley   | 6:1 |

| Anotado | 60' | Eva González | 3:1 |

| Amonestado | 4'  | Alex Scott    |
| Amonestado | 61' | Fara Williams |

| Amonestado           | 41' | Catalina Pérez |
| Amonestado           | 42' | Eva González   |
| Otorgado · Expulsado | 49' | Catalina Pérez |

| Árbitra             | Dianne Ferreira-James |
| Árbitras asistentes | Cindy Mohammed        |
| Árbitras asistentes | Cynette Jeffery       |
| Cuarta árbitra      | Niu Huijun            |

| Estadísticas      | Bandera de Inglaterra | Bandera de Argentina |
| Tiros             | 26                    | 8                    |
| Tiros a puerta    | 18                    | 5                    |
| Faltas            | 17                    | 8                    |
| Saques de esquina | 11                    | 0                    |
| Penaltis          | 2 (2)                 | 0                    |
| Fueras de juego   | 2                     | 0                    |
| Posesión de balón | 61%                   | 39%                  |

## Estadísticas

### Goleadoras
| #     | Jugadora     | Anotado | PJ | Prom. | Jugada | Cabeza | Tiro libre | Penal |
| ----- | ------------ | ------- | -- | ----- | ------ | ------ | ---------- | ----- |
| 1     | Eva González | 1       | 3  | 0.33  | 0      | 0      | 1          | 0     |
| Total | Total        | 1       | 3  | 0.33  | 0      | 0      | 1          | 0     |

### Tarjetas disciplinarias
| #     | Jugador            | Amonestado | Otorgado · Expulsado | Expulsado | Sanción |
| ----- | ------------------ | ---------- | -------------------- | --------- | ------- |
| 1     | Catalina Pérez     | 1          | 1                    | 0         |         |
|       | Eva González       | 2          | 0                    | 0         |         |
| 2     | Florencia Quiñones | 1          | 0                    | 0         |         |
|       | Gabriela Chávez    | 1          | 0                    | 0         |         |
|       | Rosana Gómez       | 1          | 0                    | 0         |         |
| Total | Total              | 6          | 1                    | 0         |         |